# 中島由美
中島 由美（なかじま ゆみ、1951年 - ）は、日本のスラブ語研究者、一橋大学名誉教授。木村彰一賞受賞。

## 人物
東京都生まれ。1975年、東京外国語大学外国語学部ロシア語科卒業。ノビサド大学哲学部留学、スコピエ大学文学部留学を経て、1982年、東京大学大学院人文科学研究科言語学専攻博士課程満期退学。同年、東海大学文学部専任講師。1987年、東海大学文学部助教授。1989年、東京工業大学工学部助教授。1994年、一橋大学商学部助教授。1995年、一橋大学社会学部助教授。1996年、教授。1997年、著書『バルカンをフィールドワークする』で木村彰一賞受賞。2000年、一橋大学大学院社会学研究科教授、2015年、名誉教授。

## 著書

### 単著
- 『エクスプレスセルビア・クロアチア語』白水社、1987
- 『バルカンをフィールドワークする ことばを訪ねて』大修館書店、1997

### 共編著
- 『マケドニア語会話練習帳』田中一生共編、大学書林、1981
- 『マケドニア語基礎1500語』編、大学書林、1983
- 『ロシア語へのパスポート』改訂版、黒田龍之助・柳町裕子共著、白水社、2005
- 『事典世界のことば141』梶茂樹・林徹共編、大修館書店、2009
- 『ニューエクスプレスセルビア語・クロアチア語』野町素己共著、白水社、2010

### 翻訳
- イヴァナ・ブルリッチ=マジュラニッチ『巨人レーゴチ』福音館書店、1990

## 参考サイト
- 事典 世界のことば141 - 紀伊国屋書BookWeb
- 研究者 中島由美 - J-GLOBAL